# الجامعة التونسية لكرة القدم
الجامعة التونسية لكرة القدم هي الاتحاد الوطني المسؤول عن إدارة نشاط كرة القدم في تونس. تأسست في 29 مارس 1957 وانضمت إلى الاتحاد الدولي لكرة القدم عام 1960 كما انضمت إلى الاتحاد الأفريقي لكرة القدم عام 1960. يتولى رئاسة الجامعة معز الناصري بعد فوز قائمته في 25 جانفي 2025 في الانتخابات أمام قائمتي محمود الهمامي وجلال بن تقية.

## التاريخ
كان ذلك في اجتماع عقد في 9 نوفمبر 1909 ، من قبل لجنة مؤقتة من الجمعيات الرياضية التي اعتمدت أول لوائح رسمية للبطولة. من موسم 1921-1922 يتم تنظيم بطولة تونس بانتظام تحت عنوان «بطولة القسم الشرفي». و انطلاق كأس تونس بعد سنة.
مباشرة بعد الاستقلال في عام 1956، وأخذ قادة كرة القدم التونسية الخطوات اللازمة لإنشاء هيئة وطنية حصرا لتزويد الجامعة التونسية لكرة القدم (فرع للاتحاد الفرنسي لكرة القدم). هذه الجهود أدت إلى إنشاء الاتحاد التونسي لكرة القدم يوم 29 مارس 1957. تم الاستثمار في مهمته المزدوجة لتشجيع كرة القدم وإدارة المنافسة الوطنية ومختلف وافقت عليها الدولة فرق تمثل تونس في المسابقات الدولية.

## الإدارة

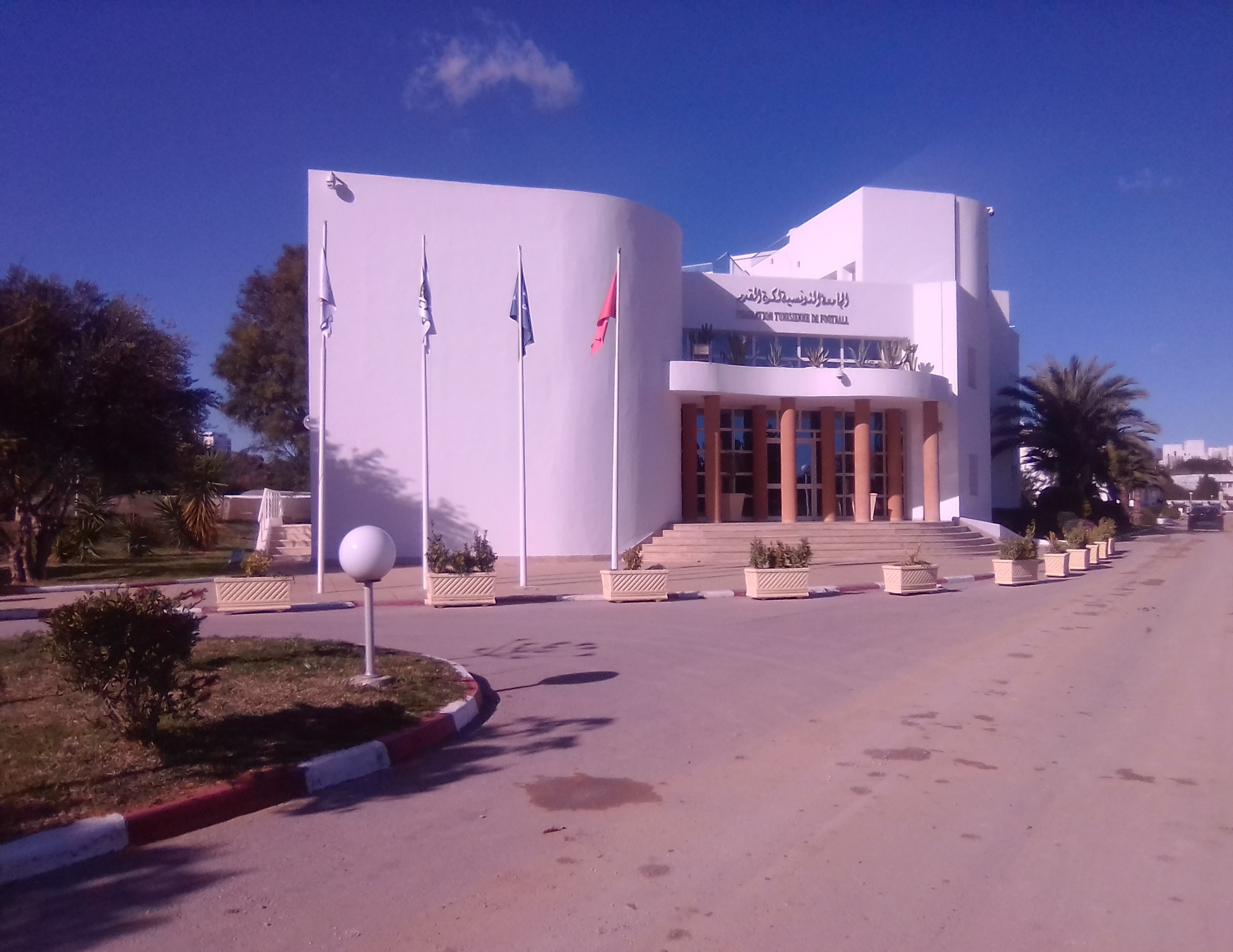
مقر الجامعة التونسية لكرة القدم.

### الرؤساء المتعاقبون
- 1956–1962: الشاذي زويتن
- 1962–1964: محمد مزالي
- 1964–1965: فؤاد المبزع
- 1965–1968: صادق السوسي
- 1968–1969: الباجي المستيري
- 1969–1971: احمد زويتن
- 1971–1971: فتحي زهير
- 1971–1972: هادي عنابي
- 1972–1975: الباجي المستيري
- 1975–1976: عبد الحميد الشيخ
- 1976–1980: سليم علولو
- 1980–1982: احمد سحنون
- 1982–1983: المنصف الفضيلي
- 1983–1986: محمد صالح بن جنات
- 1986–1989: سليم علولو
- 1989–1990: عبد الوهاب الجمل
- 1990–1993: المنصف الشريف
- 1993–1994: المنصف الفضيلي
- 1994–1995: رؤوف النجار
- 1996–1997: يونس الشتالي
- 1997–2000: طارق بن مبارك
- 2000–2001: خالد سانشو
- 2001–2002: أبو الحسن الفقيه
- 2002–2006: حمودة بن عمار
- 2006–2007: علي الأبيض
- 2007–2008: الطاهر صيود
- 2008–2010: كمال بن عمر
- 2010–2011: علي الحفصي
- 2011–2012: أنور الحداد
- 2012–2023: وديع الجريء
- 2023–2024: واصف جليل
- 2024–2025: كمال ايدير
- 2025–الآن: معز الناصري

## الألقاب
- 1957:  ميدالية فضية في الألعاب العربية
- 1962:  المركز الثالث في كأس الأمم الأفريقية
- 1963:  بطل كأس العرب
- 1965:  وصيف كأس الأمم الأفريقية
- 1971:  الميدالية الفضية في ألعاب البحر الأبيض المتوسط
- 1973:   بطل كأس فلسطين للأمم
- 1975:  الميدالية البرونزية ألعاب البحر الأبيض المتوسط
- 1985:  وصيف كأس الأمم الأفريقية تحت 20 سنة
- 1991:  ميدالية فضية في ألعاب عموم أفريقيا
- 1996:  وصيف كأس الأمم الأفريقية
- 2001:  ميدالية ذهبية في ألعاب البحر الأبيض المتوسط
- 2004:  بطل كأس الأمم الأفريقية
- 2005:   بطل دورة اتحاد شمال أفريقيا تحت 20 سنة
- 2005:  ثالث دورة شمال أفريقيا لكرة قدم داخل القاعات
- 2006:  وصيف دورة اتحاد شمال أفريقيا تحت 17 سنة
- 2006:  وصيف دورة اتحاد شمال أفريقيا تحت 17 سنة
- 2007:  بطل دورة اتحاد شمال أفريقيا تحت 20 سنة
- 2007:  ميدالية برونزية في ألعاب عموم أفريقيا
- 2007:  وصيف دورة اتحاد شمال أفريقيا تحت 17 سنة
- 2007:  وصيف دورة اتحاد شمال أفريقيا تحت 23 سنة
- 2008:  بطل دورة اتحاد شمال أفريقيا تحت 17 سنة
- 2008:  وصيف دورة اتحاد شمال أفريقيا تحت 20 سنة
- 2009:  بطل دورة اتحاد شمال أفريقيا تحت 20 سنة
- 2009:  بطل دورة اتحاد شمال أفريقيا تحت 17 سنة
- 2009:  ثالث دورة اتحاد شمال أفريقيا لكرة القدم الخماسية
- 2009:  بطل دورة اتحاد شمال أفريقيا للسيدات
- 2009:  وصيف دورة منتون للسيدات
- 2010:  بطل دورة منتون للسيدات
- 2010:  وصيف دورة اتحاد شمال أفريقيا تحت 20 سنة
- 2010:  ثالث دورة اتحاد شمال أفريقيا لكرة القدم الخماسية
- 2011:  بطل بطولة أمم أفريقيا للمحليين
- 2012:  بطل دورة اتحاد شمال أفريقيا تحت 20 سنة
- 2012:  بطل كأس العرب تحت 20 سنة
- 2012:  بطل كأس العرب تحت 17 سنة
- 2012:  ثالث دورة اتحاد شمال أفريقيا تحت 17 سنة
- 2012:  بطل دورة اتحاد شمال أفريقيا تحت 17 سنة
- 2013:  ثالث كأس الأمم الأفريقية تحت 17 سنة
- 2013:  الميدالية البرونزية ألعاب البحر الأبيض المتوسط
- 2013:  بطل دورة منتون للسيدات
- 2014:  بطل دورة منتون للسيدات
- 2014:  ثالث دورة اتحاد شمال أفريقيا تحت 17 سنة
- 2015:  وصيف دورة اتحاد شمال أفريقيا تحت 20 سنة
- 2015:  وصيف دورة اتحاد شمال أفريقيا تحت 17 سنة
- 2016:  وصيف دورة اتحاد شمال أفريقيا تحت 17 سنة
- 2017:  بطل دورة اتحاد شمال أفريقيا تحت 20 سنة
- 2019:  بطل دورة اتحاد شمال أفريقيا تحت 20 سنة
- 2019:  وصيف كأس العرب تحت 20 سنة
- 2021:  بطل دورة اتحاد شمال أفريقيا تحت 20 سنة
- 2021:  وصيف كأس العرب
- 2022:  ثالث دورة اتحاد شمال أفريقيا تحت 17 سنة
- 2022:  بطل كأس كيرين

## المسابقات
| - الرابطة التونسية المحترفة الأولى لكرة القدم - الرابطة التونسية المحترفة الثانية لكرة القدم - الرابطة التونسية الثالثة لكرة القدم - الرابطة التونسية الرابعة لكرة القدم - الرابطة التونسية الخامسة لكرة القدم - كأس تونس لكرة القدم - كأس السوبر التونسي - كأس الرابطة التونسية المحترفة (منحلة) - كأس الهادي شاكر (منحلة) - كأس الرابطة للهواة والبروموسبور | - الرابطة التونسية المحترفة لكرة القدم للسيدات - الرابطة التونسية الثانية لكرة القدم للسيدات - كأس تونس لكرة القدم للسيدات - كأس الاتحاد الوطني للمرأة التونسية - كأس السوبر التونسية للسيدات (منحلة) |

## الرابطات الوطنية
- الرابطة الوطنية لكرة القدم المحترفة
- الرابطة الوطنية لكرة القدم للهواة
- الرابطة الوطنية لكرة القدم للسيدات
- الإدارة الوطنية للتحكيم

## الشعار

شعار 1957-1978
شعار 1978-1998
شعار 1998-2000
شعار 2000-2002
شعار 2002-2006
شعار 2006-الآن

## الرعاة والشراكة
تم الاتفاق مع شركة Lotto

## روابط خارجية
- (بالعربية) الموقع الرسمي
- (بالفرنسية) الموقع الرسمي